# Mohamed Amor Ayari
Mohamed Amor Ayari (arabe : محمد عمر عياري) est un footballeur tunisien qui a évolué au poste de défenseur (arrière droit) au Club africain.

## Palmarès
Club africain
| - Championnat de Tunisie (3) : - Champion : 1974, 1979 et 1980. - Coupe de Tunisie (1) : - Vainqueur : 1976. - Supercoupe de Tunisie (1) : - Vainqueur : 1979. |  | - Coupe du Maghreb des clubs champions (2) : - Vainqueur : 1974 et 1975. - Coupe du Maghreb des vainqueurs de coupe (1) : - Vainqueur : 1971. |